# Team Wellington
Team Wellington är en proffsklubb i fotboll från Wellington i Nya Zeeland. Klubben spelar i den nyzeeländska proffsligan New Zealand Football Championship sedan 2004. Klubben har ett nära samarbete med Wellington Phoenix FC i den australiensiska och nyzeeländska proffsligan A-League.